# 松尾英里子
松尾 英里子（まつお えりこ、1982年10月22日 - ）は、三桂所属のフリーアナウンサー。元日本テレビアナウンサー。

## 来歴・人物
群馬県前橋市出身。群馬大学共同教育学部附属中学校、群馬県立前橋女子高等学校、早稲田大学商学部（損害保険論専攻：大谷孝一ゼミ）卒業。
大学時代に東京アナウンスセミナーに通っていた（6期生）。

### 日本テレビに入社
2006年4月、日本テレビ入社。同期入社は青木源太(2020年退社後、フリー転身)、桝太一(2022年退社後、フリー、研究員転身)、葉山エレーヌ(2018年から他部署へ異動)の3名。
2008年2月17日に開催された東京マラソンにランナーとして参加。人生初マラソンであったが完走し、記録は4時間54分02秒（15,419位）。当日は多くの同僚アナウンサーもランナーとして参加している中、女性アナウンサーの中で最も早いゴールであった（男性を含めても、鈴木崇司アナに続いて2番目に早い）ほか、初マラソンで5時間以内にゴールする健闘を見せた。
2011年10月24日、自身の誕生日でもある10月22日に日本テレビのワシントン支局記者（当時）の青山和弘と入籍したことを『NEWS ZERO』番組内で発表した。
2012年3月末を以て日本テレビを退社した。

### フリーアナウンサーとして
2012年4月から2013年11月は夫の駐在先のアメリカワシントンD.Cに住んでいた。
2013年に第1子の男児を出産。
日本帰国後の2014年6月より、三桂所属のフリーアナウンサーとして活動を再開。
2015年2月23日、ブログにて妊娠していることを報告。5月、第2子の女児を出産した。

## エピソード
- 読売新聞が発行する就職向けパンフレットにも登場する。
- 2012年4月7日、4月14日放送回の「所さんの目がテン!」（テーマはビジネスマナー（4月7日）、塩麹（4月14日））では、インフルエンザで休養した佐藤良子の代役を務めた。番組収録は退職前に行われたが、退職後の放送という珍しい例である。このときの肩書きは日本テレビアナウンサーと表記された。

## 日本テレビでの同期アナウンサー
- 青木源太（退社後、レプロエンタテインメント所属フリーアナウンサー、YouTuber）
- 桝太一（退社後、ソニー・ミュージックアーティスツ所属フリーアナウンサー、同志社大学ハリス理化学研究所助教）
- 葉山エレーヌ（現・総務局 ファシリティ推進部勤務）

## 出演
- ANSWER （2015年1月2日 - 、bayfm)
- マーケット・アナライズplus+（2015年10月 - 、BS12）
- マーケット・アナライズ・マンデー（2015年10月5日 - 、ラジオNIKKEI第1放送）
- ザ・カセットテープ・ミュージック（2018年7月6日 - 、BS12 トゥエルビ、不定期）
- スッキリ内、生コマーシャル（2019年、日本テレビ）
- 長尾一洋 ラジオde経営塾（2022年6月 - 、文化放送）

### 日本テレビアナウンサー時代
- スポ天ワイド（2006年10月 - 2007年3月 土曜、日テレNEWS24）
- シオドメディア（2006年10月 - 2009年3月）
- NNNニューススポット・明日の天気（2006年10月 - 、水曜・土曜担当）
- Oha!4 NEWS LIVE（2007年4月2日 - 2008年3月26日、月曜 - 水曜担当）
- ラジかるッ（2007年10月15日 - 19日、宮崎宣子アナの代役として）
- スポーツうるぐす（2008年10月4日 - 2010年3月28日）
- 夜明けのマルシェ（2009年7月4日 - 2010年3月30日）
- ズームイン!!SUPER（2009年7月7日、小熊美香アナの代役として）
- NEWS ZERO（2009年10月2日 - 2012年3月30日）当初は金曜担当だったが、2010年4月から月曜 - 金曜担当。
- 食は知恵なり（2010年1月 - 2011年3月）
- ZERO MINUTE（2011年7月12日 - 2012年3月、火曜担当）
- NFL倶楽部（2011年シーズン）